# Фридрих II (император Священной Римской империи)
Фридрих II (нем. Friedrich II von Hohenstaufen, итал. Federico Ruggero Costantino di Hohenstaufen; 26 декабря 1194, Ези — 13 декабря 1250, замок Фьорентино близ Лучеры) — король Германии (римский король) с 5 декабря 1212 года, император Священной Римской империи с 22 ноября 1220 года, король Сицилии (под именем Фридрих I, в 1197—1212 годах и с 1217 года). Представитель династии Гогенштауфенов. Сын Генриха VI и Констанции Норманнской, внук Фридриха I Барбароссы и короля Сицилии Рожера II.
После смерти отца, Генриха VI, Фридриху удалось взять верх над Оттоном IV и стать императором Священной Римской империи, объединив под своей властью Германию и Южную Италию. Фридрих сделал многочисленные уступки германским имперским князьям, издав «Статут в пользу принцев» и «Статут в пользу князей церкви», чем усилил раздробленность империи. В Сицилийском королевстве Фридрих провёл законодательные и административные реформы, усилив централизацию королевской власти. В 1224 году он основал Неаполитанский университет. В 1231 году были изданы Мельфийские конституции — первый светский юридический кодекс Средневековья. Для охраны своих земель Фридрих построил множество замков на юге Италии. Его двор был центром поэзии и науки. Он написал знаменитую работу «Искусство птичьей охоты».
Правление Фридриха — период ожесточённых конфликтов между папами и императорами. Его стремление подчинить своей власти всю Италию, опираясь на королевство Сицилия, привело к длительной борьбе с городами Северной и Средней Италии, а также с папами Григорием IX и Иннокентием IV. Из-за проведения реформ на Сицилии Фридрих неоднократно откладывал отъезд в крестовый поход, за что в 1227 году папа Григорий IX отлучил его от церкви. В 1229 году Фридрих II принял участие в Шестом крестовом походе и договорился с египетским султаном аль-Камилем из династии Айюбидов о передаче под опеку христиан Вифлеема, Назарета и Иерусалима. В храме Гроба Господня Фридрих возложил на свою голову корону короля Иерусалимского. В 1230 году отношения с курией улучшились, и отлучение было снято. Фридрих трижды отлучался от церкви. В 1245 году Первый Лионский собор низложил Фридриха с императорского трона (формально, реальной силы это решение не имело). В Германии один за другим были выбраны короли Генрих Распе и Вильгельм Голландский.
По существующим легендам Фридрих не умер в 1250 году, он должен в будущем вернуться, чтобы реформировать церковь, установить царство всеобщего мира и благоденствия. Во второй половине XIII века в Италии и Германии появлялись самозванцы, выдававшие себя за императора Фридриха II.
Среди современников Фридрих получил прозвище «Чудо мира» (лат. Stupor mundi). Среди немецких гуманистов, искавших национального героя, был более популярен его дед, Фридрих Барбаросса, что снизило значимость фигуры Фридриха II. В Италии образ Фридриха долгое время оставался отрицательным из-за папской пропаганды, которая представляла его как гонителя церкви и еретика, атеиста, антихриста или зверя Апокалипсиса. Только в эпоху Рисорджименто Фридрих был назван «отцом Гибеллинской Родины» в борьбе за национальное объединение. В биографии Фридриха, опубликованной в 1927 году, Эрнст Канторович изобразил его идеальным правителем. Эта оценка господствовала до конца XX века, а затем была заменена на более взвешенную и объективную.

## Биография

### Происхождение
Отцом Фридриха был Генрих VI Гогенштауфен, сын Фридриха Барбароссы. После смерти Барбароссы в 1190 году Генрих стал германским королём и императором Священной Римской империи, одержав верх над Генрихом Львом из династии Вельфов.
Матерью Фридриха была Констанция, дочь короля Сицилии Рожера II. После смерти Рожера наследником был его сын, Вильгельм I Злой, затем к власти пришёл внук Рожера Вильгельм II Добрый. Вильгельм II выдал замуж Констанцию, свою тётку, за Генриха VI Гогенштауфена. Генрих и Констанция заключили брак в 1185 году, причём жена была на 11 лет старше мужа. Генрих VI унаследовал от отца корону Германии, а через жену получил права на корону Сицилии.
Когда в 1189 году умер Вильгельм Добрый, Констанция осталась единственной законной наследницей Сицилийского королевства, но, пока она и её супруг отсутствовали, власть на юге Италии захватил внук Рожера II и внебрачный сын Рожера Апулийского (1121—1148) — Танкред. Генрих Гогенштауфен считал Танкреда и Вильгельма III, сына Танкреда, узурпаторами и от имени Констанции объявил им войну. В 1194 году он вторгся в королевство. Мать малолетнего Вильгельма III от имени сына отказалась от короны и сдалась на милость Генриху. 25 декабря 1194 года муж Констанции был коронован в соборе Палермо. Таким образом, под властью Генриха Гогенштауфена оказались земли Священной Римской империи и Сицилийское королевство .

### Ранние годы

#### Рождение
В 1194 году беременная Констанция совершала поездку на юг Италии к супругу, воевавшему за её наследство — Сицилийское королевство. 26 декабря 1194 года у города Ези она почувствовала схватки. Констанция могла расположиться в любом из домов, но велела поставить императорский шатёр на площади и родила в нём сына. По её приказу при родах могла присутствовать любая женщина города. Приложив новорождённого сына публично к груди, королева продемонстрировала, что у неё есть молоко. Возможно, так Констанция хотела уверить всех, что роды не подложные. Она понимала, что обстоятельства рождения Фридриха были подозрительны: ей было более сорока лет, и её брак с Генрихом десять лет был бездетным. Несмотря на принятые меры, враги императора всё равно распространяли порочащие его слухи:
А Ези был городом, в котором родился император Фридрих II. И в народе прошёл слух, что якобы Фридрих был сыном некоего мясника из города Ези, ибо госпожа Констанция, императрица, когда император Генрих женился на ней, была уже весьма немолодой, и поговаривали, что у неё никогда не было ни сына, ни дочери, кроме этого; вот почему говорили, что она, сначала притворившись беременной, взяла его у отца и подложила себе, дабы думали, что он родился от неё.Салимбене Пармский
По стечению обстоятельств Фридрих родился на следующий день после коронации его отца королём Сицилии. При рождении наследник двух корон — Сицилии и Германии — получил имя Рожер Константин, хотя в дальнейшем его крестили именем «Фридрих Рожер» в честь двух царственных дедов. Сразу после рождения ребёнок был отдан на воспитание в семью герцога Сполето, где и прожил почти до трёх лет.
| | |                         |
| | |                         |
| Свадьба Генриха и Констанции. «Новая хроника» Biblioteca Vaticana, ms. Chigiano L VIII 296, f. 22v Джованни Виллани | Констанция передаёт новорождённого сына герцогине Сполето. «Новая хроника» Biblioteca Vaticana, ms. Chigiano L VIII 296, f. 65v Джованни Виллани | Сицилийское королевство |

#### Сирота
В 1196 году Генрих добился согласия германских князей на провозглашение двухлетнего Фридриха немецким королём. В 1197 году Генрих вызвал в Италию своего брата, Филиппа Швабского, чтобы тот отвёз Фридриха в Германию. Генрих надеялся, что Филипп представит племянника князьям, и ребёнок будет коронован. Однако 8 ноября Генрих скоропостижно скончался в Мессине. Ситуация обострилась: князья империи были готовы видеть королём ребёнка лишь до тех пор, пока за ним стоит могущественный отец. Чтобы сохранить корону Германии в руках Гогенштауфенов, Филипп вернулся в Германию, где в марте был избран королём и в сентябре коронован. После смерти Генриха Констанция увезла Фридриха из Сполето на Сицилию, в Палермо, где его провозгласили королём в мае 1198 года. 27 ноября того же года Констанция умерла, завещав королевство в лен недавно избранному папе Римскому Иннокентию III. Поручив папе опеку над сыном, она сохранила Фридриху корону. Кроме того, перед смертью Констанция учредила «семейный совет» из архиепископов Калабрии, Палермо и Капуи для воспитания сына. Папа находился в Риме и не мог управлять Сицилией лично. Он назначил епископа Катании Вальтера фон Пальяра канцлером, чтобы он мог управлять от имени папы. Епископ переехал в замок, где жил Фридрих.
Всё своё детство Фридрих был игрушкой в руках группировок, соперничавших в борьбе за власть в королевстве. Власть папы оспаривалась германскими соратниками и вельможами Генриха (Марквардом фон Аннвайлером, Вильгельмом Каппароне и Дипольдом фон Швайншпойнтом), которых Констанция не успела выслать. Из бывших вельмож Генриха самым непримиримым врагом папы был Марквард. В своём письме совету епископов от 18 декабря 1198 года папа назвал Маркварда «врагом Бога и церкви». По мнению папы, «Марквард лишь делает вид, что просто управляет государством. На самом деле он стремится к большему — к полной королевской власти и даже оспаривает законность рождения Фридриха». Вальтер фон Пальяра тоже был из ближнего окружения Генриха VI, однако, в отличие от своих бывших соратников, он первое время не противился политике и указаниям папы.
Вальтер ввёл в «семейный совет» своего брата, графа Джентиле Манопелло, и Маркварда. Борьба германских вельмож с папой, а также и друг с другом, вскоре перешла в открытое противостояние. Каждый из них отстаивал лишь свои интересы, поэтому заключаемые ими союзы были недолгими. С войсками папы на континентальной части королевства сражались в разное время и Марквард, и Дипольд. В 1201 году Вальтер фон Пальяра отправился на континент, чтобы присоединиться к Дипольду. Своему брату Джентиле канцлер доверил защиту Палермо и Фридриха в качестве залога власти. Пока на континенте Дипольд и Вальтер сражались с войсками папы, Марквард решил воспользоваться моментом и захватить Фридриха. Он осадил Палермо и захватил сначала город, а потом и замок. Фридрих с воспитателем Вильгельмом Францизиусом безуспешно пытались скрыться. Сохранилось послание, написанное в 1201 году архиепископом Капуи Рейналдом папе Иннокентию. Архиепископ подробно сообщает папе, как Маркварду фон Аннвайлеру удалось захватить и Палермо, и замок, и Фридриха, что, по словам Рейналда, произошло из-за предательства тех, кто должен был охранять и защищать короля-ребёнка. Так, граф Манопелло, испугавшись, под надуманным предлогом уехал в Мессину, а кастелян фон Аккарио сдал замок Маркварду и выдал ему место, где прятался Фридрих с воспитателем. Сообщение архиепископа даёт первое описание характера будущего императора: когда Марквард хотел схватить его, Фридрих пришёл в ярость и сопротивлялся изо всех сил. Когда он понял, что не сможет ничего сделать, то разорвал на себе одежды и от отчаяния расцарапал себя в кровь. Поведение ребёнка произвело на архиепископа Рейналда большое впечатление. В 1202 году, всего через год после захвата Палермо, Марквард умер, и Палермо вместе с Фридрихом перешёл в руки Вильгельма Каппароне и Дипольда фон Швайншпойнта. Однако Каппароне обладал меньшей властью и авторитетом, чем Марквард, поэтому Дипольд, заключив союз с папой, взял над ним верх и получил в своё распоряжение Палермо с находившимся там Фридрихом. В 1207 году Вальтер фон Пальяра организовал встречу с Дипольдом, на которую тот привёл Фридриха. Во время встречи Дипольда арестовали люди Пальяры. Таким образом город и Фридрих перешли в руки Вальтера фон Пальяра. 

#### Начало правления. Первый брак
Пока Фридрих был несовершеннолетним, финансы были растрачены, феодалы самовольно захватывали земли королевства. В 1208 году он был провозглашён совершеннолетним. Опекун Фридриха Иннокентий организовал его брак с вдовой венгерского короля Имре Констанцией Арагонской, которая была старше Фридриха на пятнадцать лет. Иннокентий стремился удержать Сицилию под своим влиянием. Арагонский королевский дом тоже был вассалом папы, и с помощью брака двух ленников укреплялась зависимость каждого из них. Вместе с Констанцией в Палермо должно было прибыть не менее пяти сотен рыцарей под командованием её брата, Альфонсо Прованского. На этот отряд Фридрих возлагал большие надежды, намереваясь установить порядок в Сицилийском королевстве. По этой причине он дал согласие на брак с женщиной намного старше его.
В 1209 году король объявил пересмотр всех привилегий, намереваясь вернуть все земли короны, захваченные баронами. Эти действия молодого короля закономерно вызвали недовольство знати, не желавшей отказываться от своих владений. В мае 1209 года Фридрих подавил вспыхнувшее восстание. По собственным словам Фридриха, «сыны мятежа <…> со всей покорностью приняли бремя Нашего владычества и смиренно покорились Нашей власти». 15 августа в Палермо прибыла Констанция с братом и арагонскими воинами, а через несколько дней состоялось венчание. Поскольку на Сицилии мятежные бароны были усмирены, Фридрих начал готовиться к походу в Апулию. Во время подготовки почти все из пятисот арагонских рыцарей, включая и брата Констанции, погибли от эпидемии чумы. 

### Корона Священной Римской империи

#### Предыстория
Фридрих претендовал на корону Германии и Священной Римской империи. В 1196 году германские князья уже давали согласие на избрание Фридриха королём, но тогда он так и не прибыл для представления и коронации из-за смерти отца. Филипп Швабский был избран королём сторонниками Гогенштауфенов, однако одновременно с этим противники Гогенштауфенов избрали Оттона. В Германии оказалось два короля: Вельф Оттон, сын Генриха Льва и Матильды Плантагенет, которого поддерживал брат Матильды, английский король Ричард I Львиное Сердце, и Филипп Швабский, находившийся под покровительством короля Франции Филиппа-Августа. С переменным успехом Филипп конкурировал с Оттоном, а папа Иннокентий в этой борьбе поочерёдно переходил на сторону каждого из них. Так, в 1201 году папа отлучил от церкви Филиппа, но в 1207 году снял отлучение. Ватикан не хотел усиления кого-либо из соперников. В 1208 году Филипп был убит на свадьбе своей дочери, и германским королём стал Оттон, подкрепивший своё положение помолвкой с малолетней младшей дочерью Филиппа. Ради получения поддержки понтифика Оттон согласился удовлетворить все требования Ватикана. Он отказался от прав на Сполето, Анкону, Равенну, обещал защищать в Сицилийском королевстве интересы папы. Кроме того, Оттон отказался от права императора влиять на германскую церковь. Однако, получив поддержку папы, Оттон решил не выполнять данные обещания. Германские бароны, служившие отцу Фридриха и назначенные последним управлять континентальными провинциями Сицилийского королевства, уговорили Оттона присоединить королевство к своим владениям. Папа понял, что совершил ошибку, и решил принять сторону Фридриха. Он уведомил Вальтера фон Пальяра, канцлера Фридриха, о предательстве сановников.

#### Борьба за корону Германии. Первое обещание отправиться в крестовый поход
Поскольку Оттон оказался врагом церкви и был низложен вселенским собором, церковь договорилась с германскими курфюрстами, что они выберут римским королём сицилийского короля Фридриха младшего.Джованни Виллани
Осенью 1211 года Оттон перешёл границу Сицилийского королевства. Папа немедленно отлучил его от церкви, что не возымело никаких последствий, и Оттон успешно дошёл до юга Калабрии. В сентябре 1211 года германские князья, поддерживавшие папу, провозгласили императором Фридриха, однако весть об этом пришла на юг Италии лишь через месяц, Оттон и Фридрих получили её одновременно. Оттон поспешил в Германию вместо того, чтобы завершить захват Сицилийского королевства. Фридрих же дождался прибытия папского легата и в феврале короновал своего сына Генриха, не достигшего и года, сицилийской короной, назначив регентом Констанцию. После этого он тоже отправился в Германию и по пути посетил Рим во время Пасхи 1212 года. На протяжении всего пути его подстерегали сторонники Оттона: по Тирренскому морю курсировал пизанский флот, с суши угрожали войска Пьяченцы, переправу через Ламбро охраняли миланцы, альпийские перевалы сторожили войска баварского герцога.
Оттон спешно пытался собрать сторонников, даже женился на малолетней дочери Филиппа Швабского, с которой был помолвлен несколько лет. Однако через месяц после свадьбы молодая жена умерла, а ряды сторонников Оттона неумолимо редели. Муниципалитеты Северной Италии разделились. Милан оставался верным Оттону IV, а Кремона и Павия встали на сторону Штауфенов, поддержав сначала Филиппа, а затем — Фридриха. Милан всеми силами пытался помешать Фридриху проехать на север.
Посреди ночи, уходя от преследовавших его миланцев, Фридрих сумел переправиться через Ламбро верхом на лошади. В «Annales Mediolanenses Minores», миланской хронике, написано: «Он купал штаны в Ламбро» (et Rugerius Federicus balneavit sarabulum in Lambro). Несмотря на все препятствия, Фридрих добрался до Боденского озера в сентябре 1212 года. Вслед за епископом Шпеерским, Конрадом фон Шарфенбергом, — бывшим канцлером Оттона, переметнувшимся к Штауфенам, — на сторону Фридриха перешло большое число баронов. Оттон отступил, но не смог попасть в Констанц, ворота которого открыли не ему, а его сопернику.
26 сентября 1212 года Фридрих подписал первые три документа на немецкой земле, вознаградив за преданность короля Богемии Пржемысла Отакара и маркграфа Моравии Владислава. Документы известны под названием «Сицилийская золотая булла», потому что были заверены золотой личной печатью сицилийского короля Фридриха (лат. bulla — «печать», букв. «пузырь»). В последовавшие недели и месяцы Фридрих вознаградил и прочих своих сторонников, даровав им многочисленные привилегии, и на его сторону перешло ещё большее количество князей. В результате Фридрих смог укрепить свои позиции во всей южной части королевства. Своей щедростью он выгодно отличался от своего соперника Вельфа, за это его восхваляли летописцы и поэты, особенно Вальтер фон дер Фогельвейде. В ноябре 1212 года Фридрих заключил союз с французским королём Филиппом II Августом и получил от него 20 000 серебряных марок. Эти деньги он немедленно распределил среди баронов в Германии, чтобы вознаградить своих сторонников за их усилия на службе и обеспечить их будущую поддержку. 5 декабря 1212 года Фридрих был избран императором во Франкфурте и коронован в Майнцском соборе 9 декабря 1212 года. 12 июля 1213 года Фридрих подтвердил в «Золотой Эгерской булле» обещания, данные Оттоном IV папе в марте 1209 года. Фридрих отказался от герцогства Сполето и Анконской марки в Италии, а также сделал уступки по правам на выборах епископов. На Рождество 1213 года он торжественно перезахоронил тело дяди, Филиппа Швабского, в главном месте захоронения римско-германских королей и императоров, перенеся его из Бамберга в Шпайер. Этим он продемонстрировал преемственность и соблюдение традиций своих предков, чтобы закрепить легитимность своего правления.
27 июня 1214 года Оттон принял участие в битве при Бувине между французами и англичанами на стороне своего родственника, английского короля, и был разбит. Угрозы он больше не представлял, однако в Ахен Фридрих вступил лишь год спустя, 24 июля 1215 года. На следующий день Фридрих был торжественно коронован как германский король. Чтобы получить поддержку папы, перед коронацией Фридрих взял на себя обязательство отправиться в крестовый поход (в первый раз). В Ахене Фридрих взошёл на трон Карла Великого, а через два дня после коронации принял участие в перезахоронении останков Карла Великого в роскошном саркофаге. Благодаря этому ритуальному акту он заявил о себе как о преемнике легендарного франкского императора. Райнер из Люттиха писал:
На второй праздничный день, 27 июля, после праздничной мессы король приказал уложить тело святого Карла, которого его дед, император Фридрих, поднял из усыпальницы, в необыкновенно великолепный, отделанный серебром и золотом саркофаг, выполненный аахенцами. Король снял мантию, взял молоток, поднял с мастеровыми людьми леса и на глазах всех присутствующих крепко вбил вместе с мастерами гвозди в ящик.
Опекун Фридриха, Иннокентий III, стремился организовать крестовый поход для укрепления политических позиций католической церкви в христианском мире, усиления её влияния во всех аспектах жизни. Эти соображения были включены в энциклику от 18 августа 1198 года, где папа выразил намерение объединить римскую церковь с византийской. Активная деятельность папы вернула крестовые походы в центр общественного внимания в Европе. Его идеи способствовали Четвёртому крестовому походу и стали центральной темой Четвёртого Латеранского собора в Трани, который открылся в ноябре 1215 года. Собор принял ряд решений о защите католической церкви от еретиков, а также постановил организовать новый, Пятый, крестовый поход. Фридрих был наконец признан римско-германским королём. Решения собора не отводили Фридриху какой-либо роли в предстоящем крестовом походе. 16 июля 1216 года Иннокентий III умер, и Гонорий III стал новым папой.

#### Корона императора (1216—1220). Второе обещание отправиться в крестовый поход
1 июля 1216 года в Страсбурге на переговорах о будущей коронации императором Фридрих обещал, что после коронации передаст Сицилийское королевство своему сыну, отречётся от титула короля Сицилии и отправится в крестовый поход. Когда в 1216 году Констанция привезла Фридриху сына Генриха, и Фридрих дал ему титул герцога Швабии, это рассматривалось как подготовка к крестовому походу. В феврале 1217 года Генрих впервые упомянут в документах с титулом dux Suevie. Фридрих аннулировал сицилийский королевский титул Генриха в том же году, чтобы успокоить папу, опасавшегося объединения земель на юге и на севере Италии. Фридрих не хотел подвергать опасности свою собственную коронацию. В 1219 году в Хагенау он повторил новому папе Гонорию III обещания, данные в 1209 году в Эгере. 26 апреля 1220 года Фридрих пошёл на многочисленные уступки, особенно князьям церкви, после чего германским королём избрали его девятилетнего сына, Генриха. В Италии Фридрих появился в сентябре 1220 года после восьмилетнего отсутствия. 22 ноября Гонорий III короновал его как императора, а Констанция была коронована вместе с супругом. При коронации Фридрих повторил обет провести крестовый поход, назвав временем его начала август следующего года.

### Реформы в Сицилийском королевстве (1220—1225)
После восьми лет отсутствия Фридрих вернулся в Сицилию в декабре 1220 года и сразу собрал сейм в Капуе. 20 декабря 1220 года он издал «Капуанские ассизы» — кодекс из 20 законов для Сицилийского королевства — с целью укрепить власть короля и урезать права феодалов.
- Одним из основных актов был закон «Об отмене привилегий» (лат. Dе resignanadis privilegis), отменяющий все привилегии и дарения, сделанные после 1189 года (после смерти Вильгельма II Доброго). Все документы на владения и привилегии по этому закону следовало предоставить для проверки и заверения в канцелярии императора[49].

- За время детских лет и отсутствия Фридриха в Сицилийском королевстве сицилийские феодалы построили множество крепостей. По акту «О разрушении новых зданий» (лат. De novis edificiis deruendis) все замки, построенные с 1189 года без королевского согласия, следовало конфисковать или снести. Новые замки отныне строить запрещалось[49].

- Важная часть законов — абсолютный запрет на личные междоусобные войны. Месть была запрещена, а наказание обидчика, согласно предписанию, могло производиться только с помощью прошения в суд короля или в суды, учреждённые королём в провинциях[49].

Чуть позже на имперском сейме в Мессине были приняты «ассизы Мессины». Как писал Риккардо из Сан-Джермано:
[Император,] проведя в Мессине генеральный сейм, принял там некоторые обязательные к исполнению ассизы против игроков в кости, поносящих имя Господне, против евреев, чтобы те отличались от христиан различиями в одежде и занятиях, против блудниц, чтобы те не ходили в бани вместе с порядочными женщинами и чтобы жилища их не располагались внутри городских стен, и против поющих жонглёров, чтобы тот, кто оскорбит их в личном или имущественном плане, не обязан был нарушать имперский мир.
В 1224 году Фридрих издал указ, по которому еретики наказывались посажением на кол или заключением с отрезанием языка. Ересь король истолковывал по-своему: еретиками были те, кто бунтовал против него как императора Священной Римской империи.
Фридрих начал чеканить новую единую серебряную монету — империал. Королевство Сицилия было разделено на провинции с чётко определёнными границами. Это было нововведением для Европы того времени. Провинции в границах, установленных Фридрихом, существовали до объединения Италии в 1860 году. Для внедрения законов в жизнь были необходимы сильная администрация и кадры. Фридрих нуждался в квалифицированных чиновниках и предпочёл, чтобы они обучались в его королевстве, а не в Болонье и других городах на севере. Летом 1224 года появился Неаполитанский университет — первый в Европе университет, основанный монархом и независимый от церковного влияния. Курс обучения определялся законом, на экзаменах присутствовали чиновники двора. Это было отражено и в уставе, и при учреждении университета в 1224 году, и при реформировании его в 1234 и 1239 годах. Хотя новый университет должен был обучать всем современным дисциплинам, в нём в основном преподавали юриспруденцию и риторику. Из 21 преподавателя университета, чьи имена известны по сохранившимся документам, 13 являлись юристами, в основном знатоками гражданского права. Так Фридрих решил проблему кадров. Император запретил своим подданным уезжать для получения образования в другие университеты. В 1229 году после захвата Неаполя папскими войсками университет был закрыт и вновь открыт в 1234 году. Составить конкуренцию Болонскому университету он так и не смог.
Для укрепления королевства Фридрих покорил мусульманскую часть Сицилии. Мусульмане жили на острове с IX века, в правление Рожера II доля христиан выросла. Мусульманское население было сосредоточено на западе Сицилии в труднодоступных пещерных укреплениях. Мусульманские набеги и восстания нарушали порядок и мешали сбору налогов. Поэтому в 1222 году Фридрих начал против них военную операцию. Мусульмане сопротивлялись до весны 1225 года, а Фридрих несколько раз взимал с прочего населения «сарацинские налоги» для финансирования войны. Тысячи сицилийских мусульман были в итоге депортированы в Апулийскую Лучеру, на расстояние более 800 километров. Фридрих разрешил мусульманам исповедовать свою религию, они обладали самоуправлением и своим судом. Мусульмане прекратили сопротивление и, став подданными императора, служили в его армии и при дворе.

### Отношения с Гонорием III. Крестовые походы

#### 1217—1225. Пятый крестовый поход. Второй брак
Во время избрания королём римлян Фридрих обещал отправиться в крестовый поход. Он оттягивал выступление и, хотя повторил обещание при коронации королём Германии, не отправился в Египет с армиями Пятого крестового похода. Между папой и императором начались серьёзные разногласия, поскольку папа, начавший подготовку Пятого крестового похода, провозгласил королём Константинополя не Фридриха, а Пьера де Куртенэ. Фридрих отправил в Святую землю войска и флот под командованием Людовика I, герцога Баварского. Папский легат Пелагий (епископ Албанский), не дождавшись прибытия флота и войск Фридриха, самоуверенно отверг предложение айюбидского султана аль-Камиля о восстановлении Иерусалимского королевства для крестоносцев в обмен на возвращение Дамиетты.
Крестовый поход закончился неудачей, в 1221 году была потеряна Дамиетта. В поражении обвиняли легата Пелагия, но Гонорий III переложил вину на Фридриха, который так и не приехал в Святую землю. Оскорблённый Фридрих, отправивший в поход войско и регулярно снабжавший воинов провизией, в ответ обвинил Гонория и его предшественника во лжи. Их позиции сблизило посредничество Германа фон Зальца, и в 1222 году папа, император и король Иерусалимский договорились о начале подготовки нового крестового похода. Жена Фридриха, Констанция, умерла в Катании 23 июня 1222 года. На встрече Гонория и Фридриха в 1223 году по инициативе Германа фон Зальца Гонорий предложил Фридриху брак с 11-летней Иолантой, дочерью иерусалимского короля. Брак был одобрен магистрами орденов тамплиеров, госпитальеров и тевтонских рыцарей, патриархом и Иерусалимским королём, отцом невесты. По замыслу папы право на корону Иерусалима должно было подстегнуть интерес Фридриха к освобождению земель королевства. После венчания в ноябре 1225 года Фридрих сразу же объявил себя королём Иерусалимским, а его новый тесть Иоанн был лишён титула.
В 1225 году, после согласия начать крестовый поход, Фридрих созвал имперский сейм в Кремоне, главном проимперском городе Ломбардии. Основными вопросами сейма были продолжение борьбы против ереси, организация крестового похода и прежде всего восстановление имперской власти в Северной Италии, которая давно была узурпирована многочисленными местными коммунами. 6 марта 1226 года в Милане Болонья, Брешиа, Мантуя, Падуя, Виченца и Тревизо договорились о возобновлении Ломбардской лиги. Пьяченца, Верона, Алессандрия и Фаэнца присоединились к Лиге чуть позже. Веронцы блокировали альпийские перевалы и перекрыли дорогу сыну Фридриха Генриху и князьям из северной части империи в Кремону. Эти события стали отправной точкой для десятилетий конфликта. Фридрих заявил, что отменяет Констанцский мир 1183 года.
С 1226 года папа принимал участие в урегулировании этого конфликта. Первое решение папы от 5 января 1227 года предусматривало, что города лиги должны снарядить 400 рыцарей в предстоящий крестовый поход в качестве компенсации за оскорбление императора. Ломбардия должна была вернуться под управление императора, Фридриху же предписывалось продемонстрировать символическое подчинение папе.

#### 1225—1230. Шестой крестовый поход. Первое отлучение
Проблемы в империи задерживали отъезд Фридриха в крестовый поход. Гонорий III умер 18 марта 1227 года. Его преемник, Григорий IX (1227—1241), тоже стремился увидеть, как Фридрих выполнит свой обет. В письме с объявлением об избрании его папой Григорий призвал Европу присоединиться к походу и предупредил Фридриха об отлучении в случае невыполнения обета. В августе 1227 года Фридрих отправился в Святую Землю из Бриндизи, но вскоре повернул обратно и через три дня высадился в Отранто. Он объяснял это тем, что был вынужден вернуться из-за эпидемии (возможно, чумы). Папа Григорий IX был в ярости и 29 сентября 1227 года отлучил Фридриха от церкви, обвинив в невыполнении обета. Фридрих в ответ в письмах европейским монархам обвинял папу в корыстолюбии.
Противостояние папы и императора разгоралось. На сторону Фридриха перешли римские аристократы, изгнав папу. В ответ Григорий провозгласил, что освобождает всех подданных Фридриха от присяги. Последний же изгнал из Неаполитанского королевства ордена тамплиеров и госпитальеров, разграбил храмы и призвал сарацин в своё войско, чтобы разорить папскую область. 25 апреля 1228 года жена Фридриха Иоланта умерла при родах, оставив своего сына Конрада законным наследником Иерусалимского королевства.
Каирский султан аль-Камиль призвал Фридриха помочь ему в борьбе против султана из Дамаска, пообещав отдать христианам Иерусалим. В ответ Фридрих объявил, что возобновляет крестовый поход. О переговорах императора и султана европейские монархи не знали. Папа пытался помешать Фридриху и отправил к нему легатов, которых Фридрих проигнорировал. Он снова отплыл из Бриндизи 28 июня 1228 года с небольшим флотом из сорока кораблей и несколькими сотнями солдат. Григорий IX, рассматривал это действие как провокацию, поскольку Фридрих, будучи отлучённым от церкви, не имел права проводить крестовый поход. Папа второй раз отлучил императора, называя его «нечестивым монархом».
| |
| Встреча Фридриха с аль-Камилем. «Новая хроника», Biblioteca Vaticana, ms. Chigiano L VIII 296, f. 75r Джованни Виллани |

7 сентября император прибыл в Акко. По пути в Палестину Фридрих останавливался на Кипре, где у него возник конфликт с семьёй Ибелина, обладавшей значительным авторитетом в Иерусалимском королевстве. Императора и его спутников радостно приветствовали на Святой земле. Однако вскоре прибыли папские посланники, известившие жителей об отлучении императора и о папском запрете иметь дела с Фридрихом. С этого времени Фридрих не получал от местных властей никакой помощи. Более того, желание избавиться от Фридриха было так сильно, что тамплиеры, узнав, что Фридрих поехал купаться в Иордане, сообщили об этом аль-Камилю. Им не было известно о тайных переговорах Фридриха и аль-Камиля, поэтому они, посчитав каирского султана врагом Фридриха, посоветовали ему, как лучше схватить императора. Однако аль-Камиль переслал послание предателей Фридриху. Аль-Камиль, который беспокоился из-за возможной войны со своими родственниками, правившими Сирией и Месопотамией, хотел избежать дальнейших конфликтов с христианами, по крайней мере до тех пор, пока его внутренние соперники не будут разбиты. В январе 1229 года переговоры между императором и египетским султаном в Яффо завершились. 11 февраля император созвал совет рыцарей королевства и сообщил о деталях договора. Было достигнуто соглашение о перемирии на десять лет. Также оговаривалось, что Купол Скалы и мечеть аль-Акса должны оставаться под контролем мусульман и город Иерусалим останется без укреплений. Практически все остальные крестоносцы, в том числе тамплиеры и госпитальеры, осудили эту сделку как политическую уловку со стороны Фридриха. Они обвинили его в том, что он хочет вернуть себе королевство, предав дело крестоносцев. Вскоре после подписания соглашения император отправился в Иерусалим, у ворот которого кади Наблуса передал ему ключи от города.
На следующий день, в воскресенье, 18 марта 1229 года, император Фридрих II лично короновал себя в Храме Гроба Господня. Латинский патриарх Иерусалима не присутствовал на церемонии, а епископ Кесарийский прибыл на следующий день, чтобы наложить на город интердикт по приказу патриарха.
25 марта император Фридрих II прибыл в Акко. Конфликт между императором и местной знатью перерос в гражданскую войну, известную как война лангобардов; в городе Акко и на Кипре произошли настоящие бои. После подписания ряда административных указов и отказа от дискуссии по Кипру и Бейруту император был готов покинуть Иерусалимское королевство. 1 мая он тайно сел на свой корабль и покинул берега Леванта. Фридрих и его сын Конрад, несмотря на их право на корону, более никогда не приезжали на Святую землю. 

### Возвращение в Италию

#### 1230 год. Возвращение
Возвращение Фридриха II на Сицилию позволило ему урегулировать возникшие в его отсутствие проблемы: регент Райнальд фон Урслинген напал на Марке и герцогство Сполето. Григорий IX нанял армию, которая под командованием Иоанна де Бриенна (тестя Фридриха, отца Иоланты II, королевы Иерусалима), лишённого Фридрихом короны Иерусалима, в 1229 году вторглась на юг Италии. Его войска преодолели первоначальное сопротивление в Монтекассино и достигли Апулии. Фридрих покинул Святую Землю с семью галерами и прибыл в Бриндизи 10 июня 1229 года. Вскоре он вернул захваченные территории и подавил мятежных баронов, не пересекая границы папских территорий. Сора (возле Монтекассино) и Сан-Северо (около Фоджи) были полностью разрушены. В городах Фоджа, Казальнуово, Ларино и Чивита были взяты заложники и снесены укрепления. Война закончилась подписанием договора в Сан-Джермано 20 (или 23) июля 1230 года. Лично встретив Григория IX в Ананьи, император пошёл на некоторые уступки церкви, а также предоставил амнистию всем своим врагам и отменил запрет на Ломбардскую лигу. Долгие переговоры о городах Гаете и Сант-Агате, которые заявили о своём переходе под защиту папы, привели к тому, что они сохранили статус как минимум на год. Император передал папе земли Церкви, включая Марку Анкона и герцогство Сполето. Отлучение Фридриха было отменено, и он издал статут, повелевающий чиновникам и священникам его империи помогать в борьбе с ересями.
28 августа был подписан договор в Чепрано, согласно которому Фридрих обязался отправиться в крестовый поход, было оговорено количество рыцарей и судов, которые Фридрих должен был снарядить. Помимо этого, он должен был внести огромный залог в размере 100 тысяч золотых унций пятью взносами. В случае неисполнения обещания залог изымался в пользу Святой земли. Гарантом договора с обеих сторон выступал Герман фон Зальца. Фридрих и папа скрепили мир общей трапезой.

#### 1231—1232. Реформы в Сицилийском королевстве
Ввиду ослабления своей власти на Сицилии Фридрих осуществил реформы. Для решения политических и административных проблем страны в августе 1231 года Фридрих издал Мельфийские конституции, называемые c XIX века Книгой императора (лат. Liber Augustalis). В Южной Италии он полностью ликвидировал независимость крупных феодалов: запретил вести междоусобные войны, возводить замки и вершить правосудие. Теперь для всего населения страны действовал единый королевский суд. Согласно реформам Фридриха, «дух законов определяется не божественными „ордалиями“, а „доказательствами“ от свидетелей и „документацией“». Города были лишены самоуправления, был создан сильный флот, феодальная армия была заменена постоянным войском из наёмников-сарацин. Кроме того, церковь была в значительной мере подчинена королевской власти, поскольку ей было запрещено приобретать земли без разрешения короля и были сильно ограничены её права. Королевская монополия на торговлю расширилась. Конституции были важным шагом на пути централизации власти в Сицилийском королевстве. Салернский эдикт 1231 года (иногда называемый «Конституцией Салерно») впервые юридически разделил профессии врача и аптекаря. Врачам запрещалось быть фармацевтами, и цены на лекарственные средства были зафиксированы. Впервые были установлены сроки обучения врачей (5 лет и год практики под наблюдением учителя). Это стало примером для всей Европы. По Салернскому эдикту никто и нигде в королевстве не имел права обучать медицине, кроме как в Салерно.
«Поскольку наука врачевания никогда не может быть усвоена без знания логики, повелеваем: да не изучает никто медицины, не пройдя предварительно как минимум трёхлетней логической подготовки». Будущие врачи обязаны были посещать хирургические и анатомические занятия и в течение пяти лет изучать труды Гиппократа и Галена. После обучения и практики под руководством опытного врача они сдавали экзамен и получали право практиковать. Изготовление лекарств бралось королевской властью под особый контроль:
Мы желаем также обязать изготовляющих лекарства представленной ими клятвой, чтобы они изготовляли их в присутствии присяжных по требованию людей и специальности; если они это нарушат, то будут лишены по приговору своего движимого имущества. Тех же должностных лиц, верности которых поручено сказанное выше, если выяснится, что они совершили мошенничество во вверенной им должности, мы приказываем предать смертной казни.

### Дела в Германии

#### 1232—1235. Конфликт с сыном
Соглашение с князьями церкви:

1. Имущество умершего епископа переходит к его преемнику;
2. Никто не имеет права завладеть феодом или имуществом умершего прелата;
3. Никто не добивается снятия отлучения с помощью оружия;
4. Фьефы церкви нельзя передавать без явного согласия владельца;
5. Ни один офицер императора не будет распоряжаться или взимать налоги в епископских городах.

Возобновление закона короля Генриха в пользу сеньоров:

1. каждый из князей да пользуется свободно согласно принятым обычаям своей земли, вольностями, юрисдикциями, территориями;
2. люди, принадлежащие князьям, знатным, министериалам и церквам, не должны быть (в случае их побега) принимаемы в наших городах;
3. люди, проживающие в наших городах, должны выполнять в отношении своих сеньоров и управителей все повинности, полагающиеся по обычаю и закону;
4. мы ни сами, ни через наших (людей) не будем чинить препятствий праву князей конвоировать проезжающих через их земли, которые они держат в качестве лена от нас (от нашей руки).

Уладив дела с папой, Фридрих оказался перед лицом другой проблемы. Из-за долгого отсутствия Фридриха и юного возраста Генриха правление Штауфенов в Германии могло держаться только при поддержке князей, которые были недовольны агрессивной политикой Генриха против их привилегий. Князья вынудили Генриха капитулировать и подписать 1 мая 1232 года в Вормсе «Постановление в пользу князей» (лат. Statutum in favorem principum). Статут постепенно ослабил центральную власть в Германии, князья получили многие права и даже право чеканить свои деньги. С 1232 года вассалы императора имели право накладывать вето на императорские законодательные решения. Каждый новый закон, установленный императором, должен был быть одобрен князьями. Император потерял право создавать новые города, замки и монетные дворы на своих территориях. Фридрих вызвал Генриха на встречу, которая состоялась в Чивидале-дель-Фриули (возле Аквилеи) в апреле 1232 года. Отец и сын встретились впервые за 12 лет. Генрих дал клятву повиноваться указаниям отца в будущем, но Фридриху всё же пришлось подтвердить подписанный сыном статут. Предоставляя эти привилегии, Фридрих пытался успокоить население территорий к северу от Альп и их правителей, чтобы заняться своими землями в Италии и на Сицилии. Однако вместе с «Соглашением с князьями церкви» (лат. Confoederatio cum principibus ecclesiasticis), подписанным Фридрихом в 1220 году и дававшим широкие полномочия церкви, статут лишал императора большей части его власти в Германии.
Вопреки принятым обязательствам, Генрих вернулся к политике, направленной против князей, что противоречило политической линии, проводимой отцом. Фридрих был вынужден обратиться к помощи папы. Конфликт Фридриха с сыном и восстание римлян заставили императора и папу в 1234 году более тесно сотрудничать. В июле 1234 года папа отлучил Генриха от церкви. «Сын узнал, что приедет его отец. Страшась своего отца, он стал переманивать к себе князей и баронов, а также его города». Генрих вступил в соглашение с Ломбардской лигой, попытался собрать оппозицию в Германии и попросил города лиги заблокировать альпийские перевалы. В мае 1235 года Фридрих без армии отправился в Германию. Важную роль в урегулировании конфликта сыграл великий магистр Тевтонского ордена Герман фон Зальца. Он убедил сына подчиниться отцу. В июле 1235 года Генрих прибыл в королевский дворец в Вимпфене (к северу от Хайльбронна). Он ожидал, что Фридрих оставит его королём. Фридрих вызвал сына в Вормс, город, который недавно не открыл Генриху ворота. Там Генрих упал ниц перед отцом и долго лежал на полу в присутствии собравшегося совета. Только после заступничества князей отец позволил Генриху подняться. Фридрих заставил своего сына отказаться от короны, а затем посадил его в тюрьму.
Генрих оставался в заключении в разных местах Германии и Италии до своей смерти. Считается, что он умер 12 апреля 1242 года во время переезда из Никастро в Мартирано, неудачно упав с лошади. Дата и подлинная причина смерти Генриха вызывают дискуссии. Противники императора обвиняли его в убийстве сына, этому противоречит письмо Фридриха, продиктованное им Пьетро делла Винья, в котором Фридрих оплакивает своего первенца. Генрих был похоронен с королевскими почестями в соборе Козенцы. Саркофаг Генриха был вскрыт 4 ноября 1998 года, его останки исследовали палеопатологи. На костях были выявлены следы повреждений, вызванных проказой. Это может говорить о том, что пожизненная изоляция Генриха была вызвана не желанием наказать его за провинности или мятеж, а заботой о сыне. Германский трон был передан следующему сыну Фридриха, Конраду IV, который также носил унаследованный от матери титул короля Иерусалима: «Там он велел избрать королём своего сына, Конрада, рождённого его заморской женой. Его избрали архиепископы Майнца и Трира, король Богемии и герцог Баварии, который также был пфальцграфом Рейнским».

#### Третий брак 1235—1241
Во время небольшого улучшения отношений между Святым престолом и императором Григорий IX договорился о браке Фридриха и Изабеллы Английской, сестры Генриха III, короля Англии. Фридрих опасался, что этот брак навредит его связям с французской короной. Преимущества брака были связаны с тем, что его противники Вельфы в Германии лишались английской поддержки. Брак состоялся 15 июля 1235 года в соборе Вормса через несколько дней после пленения Генриха. По сообщению Роджера Вендоверского, четыре короля, одиннадцать герцогов и тридцать графов и маркграфов приняли участие в великолепных свадебных торжествах. Изабелла была коронована как королева Германии и Сицилии. Она умерла 1 декабря 1241 года в родах и была похоронена рядом с Иолантой, второй женой Фридриха, в соборе города Андрия.

#### 1235. Майнцский гофтаг
В августе 1235 года в Майнце собрался гофтаг, на котором был объявлен приговор сыну императора, Генриху: «Если какой-нибудь сын изгоняет отца из его замка или другого владения, или сжигает и грабит, или присягает против своего отца его врагам, посягая на его честь, или разоряет отца… (такой) сын должен лишиться и собственности, и жизни, и движимого имущества, и всего наследного имущества отца и матери на вечные времена, чтобы ни судья, ни отец не могли ему помочь».
На этом совете Фридрих и князья утвердили сборник законов («статут мира»), который должен был восстановить ослабленную власть. «Майнцский статут мира» 1235 года (Майнцский земский мир) впервые в истории был обнародован помимо латыни ещё и на немецком языке. Это самый известный из 20 статутов, принятых с 1103 до 1235 года. Его нормы неоднократно подтверждались последующими правителями. Была введена норма обязательного суда вместо мщения и самосуда. Помимо показаний свидетелей, статут вводил понятие доказательств в судебное разбирательство. Функции судьи передавались специальным чиновникам, ранее феодалы вершили суд сами.
21 августа 1235 года в Майнце было достигнуто примирение Штауфенов и Вельфов. Почву для этого подготовил брак Фридриха с Изабеллой. Оттон Дитя, внук Генриха Льва и Матильды Плантагенет, прибыл на гофтаг. Вельфу пришлось преклонить колено перед императором и передать ему свои владения, прежде чем он получил титул герцога Брауншвейг-Люнебурга и тем самым статус имперского князя, утраченный Генрихом Львом. В «Марбахских анналах» это событие отмечено так:
На том королевском съезде по совету князей он произвёл в герцоги благородного мужа, называемого Люнебургским и Браунгшвейским, происходящего из королевского рода, племянника бывшего императора, Оттона.
Осенью 1235 года Фридрих обновил документ от 12 марта 1226 года для Тевтонского ордена (Золотая булла в Римини). Великий магистр ордена и его преемники были приравнены к имперским князьям.
1 мая 1236 года Фридрих появился в серой тунике и босиком в Марбурге на могиле Елизаветы Венгерской, он участвовал в её торжественном перезахоронении. Годом ранее Елизавета Венгерская была канонизирована Григорием IX в Перудже. Одеяние Фридриха показывало его готовность к самоуничижению. Однако такие символические действия вряд ли могут служить доказательством личного благочестия правителя.

#### 1236. «Ритуальные убийства» в Фульде
25 декабря 1235 года в Фульде сгорели дети мельника, в смерти которых обвинили евреев. «Марбахские анналы» зафиксировали обвинение в ритуальных убийствах и последовавшие погромы: «К тому времени около монастыря Фульда на мельнице евреи убили несколько христианских мальчиков, чтобы использовать их кровь для лечения. За это жители этого города убили многих евреев». По словам С. Г. Лозинского и С. Бернфельда, это был первый кровавый навет с обвинением евреев в использовании христианской крови в лечебных целях. В анналах Эрфурта (Annales Erphordenses) сообщалось, что евреи использовали вощёные мешки («saccis cera linitis») для сбора крови детей, убитых в Фулде. Итогом погрома, происшедшего 28 декабря, стало убийство 34-35 евреев. Ещё большие жертвы удалось предотвратить нескольким известным горожанам, вступившимся за евреев. Граждане Фульды потребовали от императора карательных мер против евреев, и Фридрих пообещал разобраться. Он заверил людей, что в случае, если обвинения верны, все евреи империи будут убиты. Совет дворян и священнослужителей, назначенный императором, не смог прийти к однозначным выводам, и тогда был собран совет из учёных-выкрестов («могущественных, великих и учёных мужей»). Идея Фридриха состояла в том, что выкресты знакомы с нормами и ритуалами иудаизма, но не имеют причин защищать его и скрывать его тайны. Учёные сообщили императору, что иудаизм запрещает человеческие жертвы:
Ни в Ветхом, ни в Новом Завете нет указаний, чтобы евреи жаждали человеческой крови. Напротив, в полном противоречии с этим утверждением, в Библии, которая называется по-еврейски Берешит, в данных Моисеем законах, в еврейских постановлениях (Талмуд), совершенно ясно сказано, что они должны избегать запятнания кровью.
В своём указе, изданном в июле 1236 года в Аугсбурге, Фридрих очистил евреев от всех обвинений и запретил дальнейшее распространение ложных слухов:
Мы, с одобрения князей, объявили евреев вышеупомянутого местечка вполне оправданными от приписываемого им преступления, а остальных евреев Германии от такого тяжёлого обвинения.
Несмотря на вердикт императора, многие не поверили в невиновность евреев. «Марбахские анналы» объясняют оправдание евреев тем, что император получил за него плату: «Но оказалось, что ничего определённого об этом узнать нельзя. Через некоторое время всё успокоилось, после того, как он получил от евреев большую сумму денег».

### Проблемы в Италии

#### Война в Ломбардии (1237—1238)
В августе 1237 года в Аугсбурге собралась армия для похода в Италию. В сентябре император Фридрих оставил северную часть империи навсегда. Его девятилетний сын Конрад остался в качестве избранного короля. Из-за возраста Конрада править за него было поручено архиепископу Майнцскому Зигфриду, тюрингскому ландграфу Генриху Распе и богемскому королю Вацлаву I.
Григорий IX безуспешно пытался дипломатическими шагами остановить вторжение. После провала переговоров между городами Ломбардии, папой и императорскими дипломатами Фридрих вторгся в Ломбардию из Вероны. 27 ноября 1237 года сарацинские наёмники Фридриха разбили силы Ломбардской лиги в битве при Кортенуове. Войска лиги возглавлял Пьетро Тьеполо, сын дожа Венеции Якопо Тьеполо. Он был взят в плен и доставлен в Кремону. Милан лишился своего важнейшего символа — карроччо, который был провезён в триумфальном шествии через Кремону и Рим. Фридрих праздновал победу в Кремоне с триумфом, как древнеримский император, помимо карроччо, через город провели слона, присланного Фридриху в подарок аль-Камилем. К карроччо был привязан Пьетро Тьеполо, затем его перевезли в тюрьму Трани, где и казнили. Фридрих распорядился, чтобы тело Пьетро в мешке повесили так высоко, чтобы оно было видно на венецианских галерах, проплывавших мимо Апулии.
Фридрих отклонил предложение о мирном договоре даже со стороны Милана, который отправил огромную сумму денег. Требования полной капитуляции вызвали дополнительное сопротивление со стороны Милана, Брешии, Болоньи и Пьяченцы. В октябре 1238 года Фридрих был вынужден осадить Брешию, в ходе осады враги безуспешно пытались захватить его. Требование безоговорочной капитуляции сделало Лигу постоянным врагом императора до самой его смерти.

#### Строительство
В 1239 году Фридрих издал специальный устав для реконструкции существующих замков, чтобы увеличить их эффективность и готовность к нападению. В Апулии и Базиликате было восстановлено 111 замков (а всего — 225), о чём сообщается в документе «Statutum de reparatione castrorum», датированном 1241 годом.
Архитектором Фридриха был Риккардо да Лентини. Основные замки, построенные или перестроенные по приказу Фридриха: Швабский замок (Августа), Кастелло-Маниаче, Башня Фридриха II, Замок Кастель-дель-Монте, Замок Мелфи, Замок Гравины, Кастелло-Урсино, Рокка Фридриха II, Дворец Маредольче, Палаццо Норманни, Циза, Замок Лучера, Замок Ории, Замок Барлетта.

#### Завоевание Сардинии. Второе отлучение. Битва при Джильо
Битва при Джильо
Борьба с Ломбардской лигой возобновила конфронтацию со Святым престолом. Фридрих дал своему побочному сыну Энцо титул короля Сардинии. Папа рассматривал это как прямое посягательство на папскую территорию, и 20 марта 1239 года Фридрих снова был отлучён папой Григорием. Отлучение должно было продлиться до его смерти. В тот же день умер Герман фон Зальца, который всегда успешно выступал посредником, улаживая конфликты между папой и императором. С энциклики, написанной 1 июля 1239 года кардиналом Райнером Витербо, заклятым врагом императора, началась демонизация Фридриха. Фридрих назывался еретиком и предтечей (предвестником) Антихриста.
|                              |
| Острова Монтекристо и Джильо |

Фридрих получил известие об этом, находясь со своим двором в Падуе. В ответ император изгнал францисканцев и доминиканцев, назначив Энцо императорским комиссаром на севере Италии. Энцо вскоре присоединил Романью, Марке и герцогство Сполето, номинально принадлежавшие папе. Император объявил, что Энцо должен уничтожить Венецианскую республику, которая отправила несколько кораблей против Сицилии. В декабре того же года Фридрих прошёл через Тоскану, торжествующе вошёл в Фолиньо, а затем в Витербо, откуда он стремился окончательно завоевать Рим, чтобы восстановить древнее великолепие империи. Однако осада была безрезультатной, и Фридрих вернулся в Южную Италию, разорив Беневенто (папское владение). Мирные переговоры ни к чему не привели.
Италия находилась в состоянии войны, две группы городов противостояли друг другу. Священный престол поддерживался гвельфами во главе с Болоньей и Генуей, а гибеллины, возглавляемые Пизой и Сиеной, поддерживали императора. Это усилило враждебность между императором и папой, углубило конфликт и увеличило разрыв между ними. Григорий IX решил созвать собор из кардиналов и духовенства со всей Европы, чтобы объединить силы и победить императора. Испанские, английские, ломбардские и французские епископы, избегая проезда по территориям, контролируемым Фридрихом, отправились из Генуи на корабле под охраной 20 генуэзских судов. Узнав об этом, Фридрих выслал флот из 27 сицилийских кораблей, к которым присоединились 40 пизанских. 3 мая 1241 года между островами Монтекристо и Джильо (по другой версии — у Мелории возле Ливорно) состоялась битва флота Фридриха и генуэзского флота. Часть генуэзского флота была потоплена, а оставшиеся корабли захвачены и отбуксированы в Пизу. В плен попали архиепископ Безансона, три легата папы, аббаты Норбертина, Клюни и Клерво, в общей сложности более ста прелатов. Все пленные были заключены в тюрьмы Пизы, Сан-Миниато, часть была отвезена в тюрьмы Апулии.
Решив, что путь на Рим открыт, Фридрих снова направил свои силы против папы, оставив позади себя разрушенную Умбрию и уничтожив Гроттаферрату. В это время гибеллинский город Феррара пал, и Фридрих вернулся на север, чтобы защитить свои владения. Он захватил Равенну и принял ключи Фаэнцы после длительной осады: «В год Господа 1241 после Пасхи (14 апреля) император принял капитуляцию от долго осаждаемого им города Фавенция».
Жители Форли (которые остались верны императору даже после ослабления власти Гогенштауфенов) помогли ему захватить конкурирующий город (Фаэнцы). В знак признательности, помимо различных привилегий, им было разрешено дополнить герб орлом Гогенштауфенов. Этот эпизод показывает, что независимые города использовали соперничество между папой и императором в собственных целях.
22 августа 1241 года Григорий IX внезапно умер, что вызывало надежды на урегулирование конфликта пап и императоров. Преемником Григория стал Джофредо из Сабины под именем Целестина IV, тоже вскоре скончавшийся.

#### Монгольское вторжение в Европу (1241)
Сообщения о монгольской опасности европейские правители получали с 1237 года, когда доминиканский монах брат Юлиан добрался до Урала. Брат Юлиан сообщал, что в Суздале перехватили монгольских посланников, которые везли венгерскому королю письмо от Батыя с требованием подчинения. Предупреждения были недооценены, и впоследствии Фридрих обвинял венгерского короля Белу в беспечности. В Западной Европе недооценивали угрозу монгольского нашествия и даже путали монголов с половцами. Разорив русские княжества, Батый разбил польское войско в битве при Легнице 9 апреля 1241 года, а спустя два дня венгерский король Бела IV был разбит в битве на реке Шайо и с трудом спасся. Примерно в это же время Фридрих завершал осаду Фаэнцы. Новость о битве при Легнице достигла Италии в мае, когда Фридрих разорял папские земли после битвы при Мелории.
Конфликт между императором и папой мешал совместным действиям европейских правителей против монголов. Согласно Кёльнской королевской хронике
Король в качестве беженца отправился к австрийскому герцогу и позднее через епископа Вайтценского умолял о помощи императора, обещая ему вечную покорность, если он получит от него помощь и вернёт себе свои владения.
В связи с монгольскими угрозами в феврале — мае 1242 года к императору с просьбой о помощи приезжал дядя Белы, аквилейский патриарх Бертольд Меранский (Бертольд был сыном герцога Меранского, а мать Белы Гертруда — дочерью). Поскольку Бела занимал сторону папы, Фридрих находился с ним в конфликте и не желал начинать крупную военную кампанию. Император не собирался спасать Венгрию, а планировал оборонять империю на «этой стороне Альп». Папа тоже писал Беле, что реальная помощь вряд ли возможна, пока не достигнут мир с императором. Фридрих знал о монгольской угрозе, но пытался извлечь из ситуации максимальную пользу и использовать её как способ воздействия на папу — чтобы тот сам попросил Фридриха стать защитником христианского мира. Фридрих так и не вступил в войну с монголами, что может объясняться его стратегическим союзом с ними против гвельфов, и даже организовал поход на Рим, когда монголы находились на границах южной Германии.
Альберик из Труа-Фонтен в своей «Хронике» сообщал, что в 1238 году Фридрих получил требование подчинения от Батыя, на которое император в шутку ответил, что, как знаток соколиной охоты, он мог бы стать сокольничим хана. По-видимому, он продолжал следить за действиями монголов, что явствует из письма Фридриха от июня 1241 года, где говорится, что монголы использовали захваченные ими венгерские доспехи: «они вооружились награбленным у побеждённых христиан оружием». Письмо императора Фридриха II, найденное в Regesta Imperii, датированное 20 июня 1241 года и предназначенное для всех его вассалов в Швабии, Австрии и Богемии, включало ряд конкретных военных указаний. Его войска должны были избегать полевых битв против монголов, накапливать все запасы продовольствия в крепостях, вооружить население, занять оборону. Прошёл слух, что монголы «на укреплённые замки не нападают». Фома Сплитский сообщал, что в Священной Римской империи, в том числе в Италии, спешно укрепляли замки и города. Либо следуя указаниям Фридриха, либо по собственной инициативе герцог Австрийский укрепил свои пограничные замки за свой счёт, в Богемии был заранее укреплён и обеспечен ресурсами каждый замок, а также предоставлены солдаты и вооружение монастырям для того, чтобы превратить их в убежища для гражданского населения. После того, как монголы ушли из Венгрии на Русь, Фридрих снова занялся итальянскими вопросами.

#### 1243—1245. Император против Иннокентия IV. Первый Лионский собор и третье отлучение
Смерть Григория и агрессивные меры Фридриха, перекрывшего дороги в Рим, привели папские владения в кризисное состояние. Процесс избрания папы закончился компромиссом, но избранный 25 октября 1241 года папа Целестин IV умер 10 ноября того же года. Избрание нового папы, Иннокентия IV, состоялось лишь через полтора года после смерти Целестина IV, 25 июля 1243 года. Причиной тому были разногласия кардиналов, не приходивших к единому мнению по политике в отношении императора. После долгих дискуссий кардиналы наконец достигли единогласного решения. Иннокентий неохотно принял тиару. Ещё кардиналом Иннокентий был в дружеских отношениях с Фридрихом даже после его отлучения. Император же восхищался мудростью кардинала, которую он смог оценить при встречах. После выборов остроумный Фридрих заметил, что «потерял дружбу с кардиналом, что восполняется утратой вражды с папой». Фридрих вывел свои войска из Римской области и освободил пленных кардиналов. Обе стороны заявили о своей готовности к переговорам, которые начались летом 1243 года. Ситуация изменилась после того, как восстал Витербо, мятежников спровоцировали интриги кардинала Раньери Капоччи. Фридрих не мог позволить себе потерять свою главную крепость недалеко от Рима, поэтому он осадил город. Иннокентий убедил восставших подписать мир, но после того, как Фридрих снял свой гарнизон, Раньери убил сдавшихся мятежников. Фридрих был в ярости. Новый папа был прекрасным дипломатом, ему нужно было успокоить Фридриха и усыпить его бдительность. Он уговорил Фридриха подписать мирный договор, который вскоре был нарушен. Папа был вытеснен армиями императора, отступил от Рима до Генуи, а оттуда на генуэзских галерах прибыл в Лион, где 24 июня 1245 года созвал Лионский собор. Первоначально Иннокентий утверждал, что собор может положить конец конфликту и найти компромисс, но дальнейшее вмешательство Раньери привело прелатов к менее приемлемому для Фридриха решению. Через месяц Иннокентий IV объявил о свержении Фридриха. Историк Канторович писал, что в булле папы Фридрих характеризовался как «друг султана Вавилона», «придерживающийся сарацинских обычаев», «хозяин гарема, охраняемого евнухами», подобно раскольническому императору Византии, и как «еретик». Однако это не совсем точное истолкование буллы. Дословно обвинения звучали так:
он отдал свою дочь в жёны Ватацу, врагу бога и церкви;
его соединяет одиозная дружба с сарацинами, <...> он принимает их обряды;
он не стыдится назначать охранниками для своих жён королевского происхождения кастрированных евнухов;
после того, как султан Вавилона и его последователи причинили серьёзный урон и неописуемое горе святой Земле и её христианским жителям, он благосклонно принял посланников султана;
он также подозревается в ереси; доказательства этого являются не лёгкими или сомнительными, но ясными и неизбежными.Булла, низлагающая императора Фридриха II
|                                                                           |
| Таддео Сесса покидает Лионский собор. «Великая хроника» Матвей Парижский. |

Последствия были далеко идущими — бои между императором и папскими сторонниками усилились и распространились на всю Германию. Папа поддержал Генриха Распе, ландграфа Тюрингии, как соперника Фридриха в борьбе за императорскую корону. К этому времени «Кёльнская королевская хроника» относит неудачную попытку заговора против Фридриха среди придворных Сицилийского королевства: «В год Господа 1246 во время поста несколько жителей Апулии из двора смещённого императора организовали заговор с целью его убийства. Находясь около Гроссетума в Тусции, император узнал об этом от графини Казертской, сын которой был женат на родной дочери императора. После этого император сразу же прибыл в Апулию. Напуганные этим, изменники и их сообщники в количестве около двухсот человек направились к морю в крепость Капуатий. Император осадил их, и в следующем месяце, июле, крепость ему сдалась (18 июля). Всех заговорщиков он велел ослепить».
Попытка папских войск под командованием Раньери вторгнуться в Королевство Сицилия была остановлена в Спелло Марино Эболийским, императорским викарием Сполето. Иннокентий отправлял деньги в Германию, чтобы подорвать власть Фридриха. В итоге архиепископы Кёльна и Майнца также заявили, что Фридрих низложен, а в мае 1246 года Генрих Распе был избран новым королём. 5 августа 1246 года Генрих, благодаря деньгам папы, сумел победить армию Конрада, сына Фридриха, недалеко от Франкфурта. Однако Фридрих укрепил свои позиции в Южной Германии, приобретя герцогство Австрийское после смерти Фридриха Австрийского, не оставившего наследников. Через год Генрих Распе умер, а новым антикоролём стал Вильям II, граф Голландии. Хотя его правление продолжалось до его смерти в январе 1256 года, контролируемая им территория ограничивалась Рейнской областью.
С февраля по март 1247 года Фридрих прожил в Терни, назначая своих родственников или друзей викариями разных земель. Он женил своего сына Манфреда на дочери Амадея Савойского и обеспечил тем самым лояльность маркиза Монферрато, женатого на другой дочери Амадея. Со своей стороны, Иннокентий попросил защиты у короля Франции Людовика IX.

### Последние годы

#### Битва при Парме (1249)
В июле 1247 года город Парма восстал, хотя принадлежал к партии городов, поддерживавших Фридриха, и присоединился к гвельфам, изгнав представителей императора. Энцо не был в городе, и всё, что он смог сделать, — это попросить о помощи отца. Фридрих собрал армию и осадил город вместе со своим другом Эдзелино III да Романо, тираном Вероны. Императорская армия построила осадную стену вокруг Пармы, а вместо лагеря Фридрих построил деревянную цитадель под названием «Виттория». Фридрих привёз свой двор, казну, зверинец и, как говорили, свой гарем в Витторию и проводил время, охотясь в окружающих лесах. Осада города продолжалась, осаждённые страдали от голода и болезней. 18 февраля 1248 года защитники вырвались из города, выманили охрану обманным бегством, проникли в имперский лагерь и захватили его. «Кёльнская королевская хроника» приписывает успех вылазки предательству: «Несколько знатных мужей из Пармы хитрым способом покинули город, как перебежчики, и, предав себя и всё своё имущество Фридериху, добились его милости. <…> они оказались в лагере Фридериха, в городе Виктория, <…> Упомянутые изменники, <…> выбрали удобный случай и внезапно подожгли свой шатёр». Тем самым они подали горожанам знак, что Фридрих и его свита уехали на охоту. Горожане захватили Викторию, Фридрих не успел им помешать. Когда он прискакал обратно, Виктория была в руках пармцев. В битве имперская армия была разбита, казна императора осталась в руках горожан. Эта потеря изменила характер всей кампании. Фридрих нанял новое войско и вернулся к Парме, где в бою был убит племянник папы Орландо ди Росси и взяты в плен 60 пармских рыцарей. Однако, лишившись казны, Фридрих не имел средств для финансирования кампании против папы и своих врагов. Хотя Фридрих вскоре восстановил армию и казну, поражение способствовало утрате им власти над многими городами. Император потерял контроль над Романьей, Марке и Сполето.

#### Пленение Энцо
Год 1249 начался с дальнейшего ухудшения положения императора. Он сместил своего советника и главного министра, известного юриста и поэта Пьетро делла Винья, по обвинению в государственной измене и коррупции. Согласно Матвею Парижскому, лейб-медик императора, подкупленный легатом папы, пытался дать Фридриху яд. Император, якобы заподозрив неладное, приказал врачу самому продегустировать питьё. Врача схватили охранники, заставив выпить отраву. Некоторые историки предполагают, что Пьетро был участником этого заговора. Согласно Матвею Парижскому, Фридрих плакал, обнаружив заговор. Министра судили, ослепили и посадили в тюрьму в Пизе, где он и умер, возможно, покончив жизнь самоубийством.
Более тяжёлым ударом для Фридриха был захват в плен его сына Энцо. Энцо, правивший владениями императора в Северной Италии, 26 мая 1249 года сразился с войском гвельфов при Фоссальте, был разбит, взят в плен и заключён во дворец в Болонье, где оставался пленником до своей смерти в 1272 году. Сама битва не имела стратегических последствий, и противники императора так и не смогли использовать эту победу, чтобы изменить статус-кво. Практически в то же время у императора погиб ещё один сын, Ричард Кьети, который, как и Энцо, был верным помощником отца. Ко всем прочим несчастьям прибавилась потеря контроля над городами Комо и Модена.
Однако война продолжалась, были и успехи. Армии Фридриха удалось вернуть Равенну. Войска под командованием кардинала Пьетро Капоччи, отправленные папой на завоевание Сицилии, были разбиты в битве у Чинголи в 1250 году. В начале того года умер давний враг Фридриха кардинал Витербо Раньери, императору были возвращены Романья, Марке и Сполето. В Германии сын Фридриха Конрад одержал несколько побед в противостоянии с Вильямом Голландским.

### Смерть Фридриха
|                                                                                             |
| Рисунок 1781 года, изображающий мумифицированный труп Фридриха II после вскрытия саркофага. |

Фридрих не участвовал в последних кампаниях. Он был болен и, вероятно, чувствовал усталость. В начале декабря во время охоты у него возникли сильные боли в животе, похожие на те, которые, по словам врачей, сорок восемь лет назад сопровождали смерть его отца Генриха VI. Он был доставлен в замок Фьорентино у городка Лучера. Согласно легенде, Фридриху было предсказано, что он умрёт в месте с цветочным названием. По этой причине император избегал Флоренции. Когда ему сообщили о названии замка, в который его доставили для оказания помощи, Фридрих понял, что смерть близка, и подготовился к ней. Ему хватило времени лишь на то, чтобы отдать распоряжения по завещанию. Смерть Фридриха наступила, вероятнее всего, от дизентерии. Фридрих умер 13 декабря 1250 года. Согласно рассказам, он был одет в одежду цистерцианских монахов, как Иннокентий III, его опекун.
Сразу же после смерти Фридриха начали распространяться слухи, обвинявшие Манфреда в отравлении и удушении своего отца. «Новая хроника» Виллани зафиксировала распространённую легенду. По этой легенде в 1250 году Фридрих II ожидал прибытия законного наследника, Конрада, сына Иоланты ди Бриенн. Манфред решил ускорить смерть отца, чтобы она наступила до прибытия Конрада в Германию. Он заставил повара ежедневно добавлять в пищу лёгкие дозы мышьяка, подготовленного кардиналом Уго Боргоньоне. Мышьяк в малых дозах приносил медленную смерть, которая не вызывала подозрений. Кроме того, такая отравленная пища проходила дегустации сарацинских слуг. Однако процесс слишком затянулся, и Фридрих, заподозрив неладное, начал питаться только фруктами. Тогда Манфред задушил его подушкой, но сделал это так неуклюже, что сломал Фридриху нос. На этот раз план удался, поскольку Манфред был намного сильнее отца. Эта версия опровергнута учёными после исследований останков Фридриха. В его теле не было обнаружено следов яда

## Семья

### Браки и дети
Всего Фридрих имел более 20 законных и незаконных детей:
- 1-я жена: (с 15 августа 1209 года) — Констанция Арагонская (1179 — 23 июня 1222), дочь короля Арагона Альфонса II и Санчи Кастильской, сестра Педро II Арагонского. Дети:
  - Генрих (VII) (1211 — 12 февраля 1242), номинально король Сицилийского королевства в 1212—1217 годах (под именем Генрих II), король Германии в 1220—1235 годах (под именем Генрих VII), герцог Швабии в 1217—1235 годах (под именем Генрих II)[146];
- 2-я жена: (с 9 ноября 1225 года) — Иоланта Иерусалимская (1212 — 25 апреля 1228), была единственным ребёнком Марии Иерусалимской и Иоанна де Бриенна. Дети:
  - Конрад IV (25 апреля 1228 — 21 мая 1254), король Иерусалима (1250—1254), король Германии (1237—1254), король Сицилии (1250—1254), герцог Швабии (1235—1254)[146];
- 3-я жена: (с 15 июля 1235 года) — Изабелла Английская (1214 — 1 декабря 1241), дочь короля Англии Иоанна Безземельного и Изабеллы Ангулемской. Дети:
  - Иордан (1236—1236);
  - Агнесса (1237—1237);
  - Маргарита (1237 — 8 августа 1270)[146];
  - Генрих Карл Отто (18 февраля 1238 — январь 1254)[146];
  - Фридрих (1239—1286), жена Елизавета Австрийская[147];
  - Ребёнок (1241—1241)[147];
- 4-я жена: (с 1246 года) Бианка Ланчия (1210 — 1 декабря 1246; брак заключён на смертном одре невесты и не был признан церковью), внучка Манфреда I, копьеносца императора Фридриха I Барбароссы, кто были её родители — точно не известно. Дети:
  - Констанция (Анна) (1230/1231 — апрель 1307), вышла замуж за никейского императора Иоанна III[147];
  - Манфред (1232 — 26 февраля 1266), король Сицилии (1258—1266), правил после своего отца (сначала как регент, потом — как узурпатор)[146];
  - Виоланта (между 1228 и 1233[147]—1264), вышла замуж за Рикардо Сансеверино, графа Казерта[147] (иногда приписывается неизвестной матери[148]).

Бастарды:
- «Дочь сицилийского графа»:
  - Фридрих Петторано (1212/13 — не позже конца 1240)[147];
- Адельхайда фон Урсулинген (предположительно):
  - Энцо, король Сардинии (1215—1272 году, в плену)[146];
  - Катарина ди Марано, вышла замуж за Джакомо дель Карретто ди Монферрато, маркиза ди Финале[147];
- Имя не известно[k 5][147]:
  - Фридрих Антиохийский, генеральный викарий в Тоскане (1221 — погиб в 1256 году)[148];
- Неизвестная по имени сестры Бианки ди Ланчиа:
  - Сельваджия (1221/23—1244), вышла замуж за маркграфа Вероны Эццелино III да Романо[146];
- Манна, внучка архиепископа Палермо Берардо ди Кастанья:
  - Рикардо, граф ди Теате (Кьети) (1224/25 — 1249)[147], викарий Марке и Сполето (иногда приписывается неизвестной матери[148]);
- Руфина фон Вольфсёден (предположительно):
  - Маргарита (1230—1298), вышла замуж за графа Ачерры Фому ди Аквино[146];
- Двоюродная сестра Иоланты де Бриенн — Маргарита Ида де Рейнель, Маргарита де Бриенн или Агнес:
  - Бланшефлер Швабская, монахиня доминиканского монастыря в Монтаржи (1226— 20 июня 1279)[147];
- Неизвестные матери: Артензио, Джордано, Эмма, Джованна, Джерардо.➤

## Завещание и судьба потомков
|                                                               |
| Смерть Манфреда De casibus, Боккаччо BNF, Fr.226, fol. 262 v. |

Согласно завещанию Фридриха, Конрад назначался наследником «в империи и во всех как купленных, так и обретённых владениях, в особенности в Королевстве обеих Сицилий». Манфреду Фридрих оставил княжество Тарентское. Кроме того, Манфред должен был замещать Конрада во время отсутствия последнего. Генрих получал «королевство Арелат или королевство Иерусалимское» по выбору Конрада, а сыну Генриха от Маргариты Бабенберг доставалось приданое его матери.
Манфред передал королевство Конраду, который поспешил прибыть из Германии. В 1254 году Конрад IV умер, как говорили, от отравления. Фридрих Антиохийский в 1256 году погиб в битве за Фоджу. 
В 1258 году Манфред был избран королём Сицилии. Его правление продолжалось 8 лет. 6 февраля 1266 года Манфред был убит при Беневенте. Семья Манфреда была пленена и заключена в тюрьму. Жена умерла через пять лет, дочь вышла из заточения через 18 лет, а сыновья пробыли в тюрьме более тридцати лет. Сын Конрада IV, Конрадин, воспитанный у родственников матери, Елизаветы Баварской, попробовал отвоевать наследие деда и отца, но был схвачен и казнён. Впоследствии муж дочери Манфреда, единственной законной наследницы Фридриха, стал королём Сицилии после Сицилийской вечерни.
Энцо скончался в Болонье в заключении.
Преемником Фридриха на императорском престоле стал представитель совсем другой династии Генрих VII, получивший престол благодаря победе на выборах императора.

## Личность, наследие, значение

### Внешность
Дамаскский летописец Сибт ибн аль-Джаузи оставил описание внешности Фридриха со слов тех, кто лично видел императора в Иерусалиме: 
Император «был рыжеволос, плешив и близорук. Как раб, он не стоил бы и 200 дирхамов на рынке».
Салимбене Пармский, знакомый с Фридрихом, писал, что император был «приятным, ласковым, деятельным; умел читать, писать и петь, а также сочинял кантилены и песни». По словам Салимбене, Фридрих был красивым, хорошо сложенным человеком среднего роста.

### Реформирование законодательства
Время Фридриха считается наивысшей точкой развития Сицилийского королевства, а самого Фридриха называют одним из великих реформаторов зрелого Средневековья. Сицилийское королевство Фридриха II иногда называют «образцом» средневекового государства, провозвестником современных бюрократических систем управления. Историк XIX века Якоб Буркхардт назвал Фридриха «первым современным человеком на троне». Однако Сицилийское королевство при Фридрихе отнюдь не было совершенным, современным государством, как это хотелось бы представить немецким или итальянским патриотически настроенным историкам. По утверждению медиевиста О. Воскобойникова, исследования последних 20 лет показали несостоятельность такого взгляда на реформы в Сицилийском королевстве. Оно не являлось системой имперсональных государственных институтов, а было непрочным образованием, зависящим от политической ситуации, личности монарха и его окружения. Однако нельзя отрицать то, что законы Фридриха во многом опередили время и оказались у истоков современных принципов управления государством. По оценке современных историков, норманнское Сицилийское королевство было не «первым современным государством», но моделью, прообразом современного государственного устройства. По словам Эрнста Виса: «Своеобразие политики Фридриха заключается в том, что он всё, даже самое незначительное, ставил на службу государству. Утилитаризм, полезность, вознесённая до уровня жизненного принципа, является философией, впервые разработанной лишь в XIX веке. Её ведущим теоретиком стал Джон Стюарт Милль (1806—1873 гг.), а одним из первых практиков, без сомнения, — Фридрих II Гогенштауфен».

### Искусство при дворе Фридриха

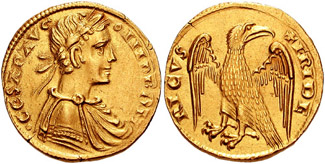
Августаль — монета Фридриха II (надпись: CESAR AVG IMP ROM)